# Wikariat Avellino
Wikariat Avellino – jeden z 6 wikariatów rzymskokatolickiej diecezji Avellino we Włoszech. 
Według stanu na wrzesień 2017 w skład wikariatu Avellino wchodziło 16 parafii rzymskokatolickich. 

## Lista parafii
Źródło:
| Lp. | Miejscowość | Parafia                                                      | Grafika | Kościół                                                                    | Adres                          | Proboszcz                     |
| --- | ----------- | ------------------------------------------------------------ | ------- | -------------------------------------------------------------------------- | ------------------------------ | ----------------------------- |
| 1   | Mercogliano | Parafia Zwiastowania Najświętszej Maryi Panny i św. Wilhelma |         | Kościół Zwiastowania Najświętszej Maryi Panny i św. Wilhelma w Mercogliano | Via Ernesto Amatucci           | Sac. Giuseppe Iasso           |
| 2   | Avellino    | Parafia Niepokalanego Poczęcia Najświętszej Maryi Panny      |         | Kościół Niepokalanego Poczęcia Najświętszej Maryi Panny w Avellino         | Via degli Imbimbo              | Padre Roberto Luongo OFM      |
| 3   | Avellino    | Parafia Najświętszej Maryi Panny z Montevergine              |         | Kościół Najświętszej Maryi Panny z Montevergine w Avellino                 | Rione Mazzini                  | b.d.                          |
| 4   | Avellino    | Parafia św. Alfonsa Marii Liguori                            |         | Kościół św. Alfonsa Marii Liguori w Avellino                               | Piazza L. Sturzo, 10           | Padre Francesco Ansalone CSSR |
| 5   | Avellino    | Parafia św. Cyrusa                                           |         | Kościół św. Cyrusa w Avellino                                              | Via Dorso, 4                   | Mons. Luciano Gubitosa        |
| 6   | Avellino    | Parafia św. Franciszka z Asyżu                               |         | Kościół św. Franciszka z Asyżu w Avellino                                  | Via Fontanatetta               | Mons. Luigi Di Blasi          |
| 7   | Mercogliano | Parafia Najświętszej Maryi Panny Wniebowziętej               |         | Kościół Najświętszej Maryi Panny Wniebowziętej w Mercogliano               | Via Nazionale Delle Puglie 2-4 | Mons. Giovanni Graziano       |
| 8   | Avellino    | Parafia Wniebowzięcia Najświętszej Maryi Panny               |         | Katedra Wniebowzięcia Najświętszej Maryi Panny w Avellino                  | Piazza Duomo 83100 AVELLINO    | b.d.                          |
| 9   | Avellino    | Parafia Wniebowzięcia Najświętszej Maryi Panny               |         | Kościół Wniebowzięcia Najświętszej Maryi Panny w Avellino                  | Valle Ponticelli               | Sac. Enrico Russo             |
| 10  | Avellino    | Parafia Najświętszej Maryi Panny Łaskawej                    |         | Kościół Najświętszej Maryi Panny Łaskawej w Avellino                       | Rampa S. M. delle Grazie       | b.d.                          |
| 11  | Avellino    | Parafia Najświętszej Maryi Panny Konstantynopolitańskiej     |         | Kościół Najświętszej Maryi Panny Konstantynopolitańskiej w Avellino        | Via Umberto 1°,110             | Sac. Emilio Carbone           |
| 12  | Mercogliano | Parafia św. Modesta                                          |         | Kościół św. Modesta w Mercogliano                                          | Viale S. Modestino 7           | Sac. Angelo Picariello        |
| 13  | Mercogliano | Parafia św. Mikołaja z Bari                                  |         | Kościół św. Mikołaja z Bari w Mercogliano                                  | Via S. Nicola                  | Sac. Modestino Limone         |
| 14  | Mercogliano | Parafia Świętych Apostołów Piotra i Pawła                    |         | Kościół Świętych Apostołów Piotra i Pawła w Mercogliano                    | Via S. Pietro 8                | Sac. Vitaliano Della Sala     |
| 15  | Avellino    | Parafia Trójcy Przenajświętszej                              |         | Kościół Trójcy Przenajświętszej w Avellino                                 | Via Morelli e Silvati          | Sac. Vincenzo Spagnuolo       |
| 16  | Avellino    | Parafia Najświętszego Różańca                                |         | Kościół Najświętszego Różańca w Avellino                                   | Via Malta, 3                   | Padre Michele, o.p. Reppucci  |